# André Manaranche
André Manaranche SJ (* 8. Januar 1927 in Chatou; † 12. April 2020 in Lille) war ein französischer Jesuit, römisch-katholischer Theologe und spiritueller Autor.

## Leben
André Manaranche stammte aus einer Bauernfamilie aus der Auvergne, die aus wirtschaftlichen Gründen in die Pariser Vororte ausgewandert war. 1939 trat er in das Kleine Seminar von Versailles ein und empfing nach seiner theologischen Ausbildung am 29. Juni 1951 in Versailles die Priesterweihe. Am Institut für Sozialstudien des Institut Catholique de Paris absolvierte er ein Doktoratsstudium mit einer Dissertation über Gemeinschaft und Gesellschaft in der Kirche, inspiriert von der Arbeit des deutschen protestantischen Theologen, Philosophen und Politikers Ernst Troeltsch («Communauté et société dans l’Eglise»).
Manaranche war zunächst in der Seelsorge in den Pfarrgemeinden Ermont und Saint-Symphorien de Versailles tätig. 1960 trat er der Ordensgemeinschaft der Jesuiten in Saint-Martin-d’Ablois bei. An der Theologischen Fakultät in Lyon-Fourvière absolvierte er ein weiteres theologisches Studium, das er 1969 mit dem Werk „Quel salut?“ abschloss. Im selben Jahre veröffentlichte er noch das Werk „Y a-t-il une éthique sociale-chrétienne ?“ (Gibt es eine sozialchristliche Ethik?)
Anfang der 1970er Jahre verbrachte er einige Jahre als Lehrer, Seelsorger und Exerzitienleiter im französischsprachigen Afrika, insbesondere in Senegal, Niger, Benin, Burundi, Ruanda, Madagaskar, Réunion und Mauritius sowie Marokko und Algerien. Guy Bagnard holte ihn 1973 als Lehrer an das Seminar in Paray-le-Monial und das Seminar in St-Sixte d’Ars. 1986 holte ihn Edmond Barbotin, nationaler religiöser Berater der Pfadfinder Europas, für die nationale Seelsorge der Rover-Pfadfinder in Frankreich.
Am 12. April 2020 starb André Manaranche im Alter von 93 Jahren während der COVID-19-Pandemie in Frankreich im Pflegeheim Saint-Jean in Lille an den Folgen einer SARS-CoV-2-Infektion.

## Schriften
- L’Homme dans son univers, Editions Ouvrières, Paris, 1966.
- Prêtres à la manière des apôtres, Centurion, Paris, 1967.
- Je crois en Jésus-Christ aujourd'hui, Seuil, Paris, 1968.
- Y a-t-il une éthique sociale chrétienne ?, Seuil, Paris, 1969.
- Quel salut ?, Seuil, Paris, 1969.
- L’Esprit de la loi, Seuil, Paris, 1977.
- Attitudes chrétiennes en politique [archive], Seuil, Paris, 1978.
- Les Raisons de l’espérance, Fayard, coll. «Communio», Paris, 1979.
- Franc-parler pour notre temps, Seuil, Paris, 1970.
- Un chemin de liberté, Seuil, Paris, 1971.
- Dieu vivant et vrai, Seuil, Paris, 1972.
- L’Existence chrétienne, Seuil, Paris, 1973.
- L’Esprit et la Femme, Seuil, Paris, 1974.
- Ceci est mon corps, Seuil, Paris, 1975.
- Celui qui vient, Seuil, Paris, 1976.
- Des noms pour Dieu, Fayard, Paris, 1980.
- Le Prêtre, ce prophète, Fayard, Paris, 1982.
- Pour nous les hommes, la Rédemption, Fayard, Paris, 1984.
- Le monothéisme chrétien, Cerf, Paris, 1985.
- Un amour nommé Jésus, Sarment/Fayard, coll. «Témoins de la lumière», Paris, 1986.
- Rue de l’Evangile, Sarment/Fayard, coll. «Témoins de la lumière», Paris, 1987.
- Premiers pas dans l’amour, Sarment/Fayard, coll. «Témoins de la lumière», Paris, 1988.
- En séparant le sable et l’eau… La création, Sarment/Fayard, coll. «Témoins de la lumière», Paris, 1990.
- Adam, où es-tu ? Le péché originel, Sarment/Fayard, coll. «Témoins de la lumière», 1991.
- J’aime mon Église, Sarment/Fayard, Paris, 1992.
- Grâce à Dieu, Sarment/Fayard, Paris, 1993.
- Vouloir et former des prêtres, Fayard, Paris, 1994.
- Croyances ou Révélation, Sarment/Fayard, coll. «Témoins de la lumière», Paris, 1996.
- Tiens la route, Scout Europresse, Paris, 1997.
- Questions de Jeunes, Sarment/Fayard, Paris, 1998.
- Jacques Sevin, une identité, Sarment/Fayard, coll. «Témoins de la lumière», Paris, 1999.
- Déclin ou sursaut de la Foi, Sarment/Fayard, Paris, 2002.
- Jacques Fesch. Du non-sens à la tendresse, nouvelle édition revue et augmentée, Le Sarment/Jubilé, Paris, 2003
- Dieu en Europe, Le sarment/Jubilé, Paris, 2003.
- Prêtre. Genèse d’une réflexion, éditions du Sarment – Jubilé, Paris 2009.
- Préface à Pierre Rousselot, Les yeux de la foi, éditions Ad Solem, Paris, 2010.